# 下田氏
下田氏（しもだし、しもだうじ）は、日本の氏族。日本全国に分布する名字であり、著名なものとしては下記のような一族がいる。
- 清和源氏南部氏庶流下田氏
- 藤姓秀郷流下田氏
- 大江姓下田氏

また、地名や地形を採って名字とした場合も多い。

## 源姓南部氏庶流
南部氏流南氏の一族。江戸時代に盛岡藩の家臣を歴任した。

### 歴史
三戸南部氏22代当主の南部政康の三男・南長義（信義）の三男・南直政が、26代当主・南部信直から下田村（現：青森県おいらせ町）の領地を賜り、直政の長男・直勝が居住し下田氏を称するようになった。
天正19年（1591年）、『九戸政実の乱』での負傷が元で南直政が死去し、直勝が下田勘解由家の家督を継ぐ。
寛永元年（1624年）、直勝は弟の直徳に300石を分地し、下田に住まわせる。これ以降、直徳の家系は下田将監家として続く。
寛永10年（1633年）、直徳は盛岡城の完成に伴い下田から盛岡へ移った。